# Necky (rybník)
Rybník Necky o rozloze vodní plochy 2,8 ha se nalézá v lese asi 1 km severně od centra obce Černíkovice v okrese Rychnov nad Kněžnou. Rybník byl založen počátkem 19. století a v současnosti je využíván pro chov ryb.
Rybník je přístupný po polní cestě odbočující v osadě Doubrava ze silnice III. třídy č. 3206 spojující Černíkovice a Byzhradec.

## Galerie

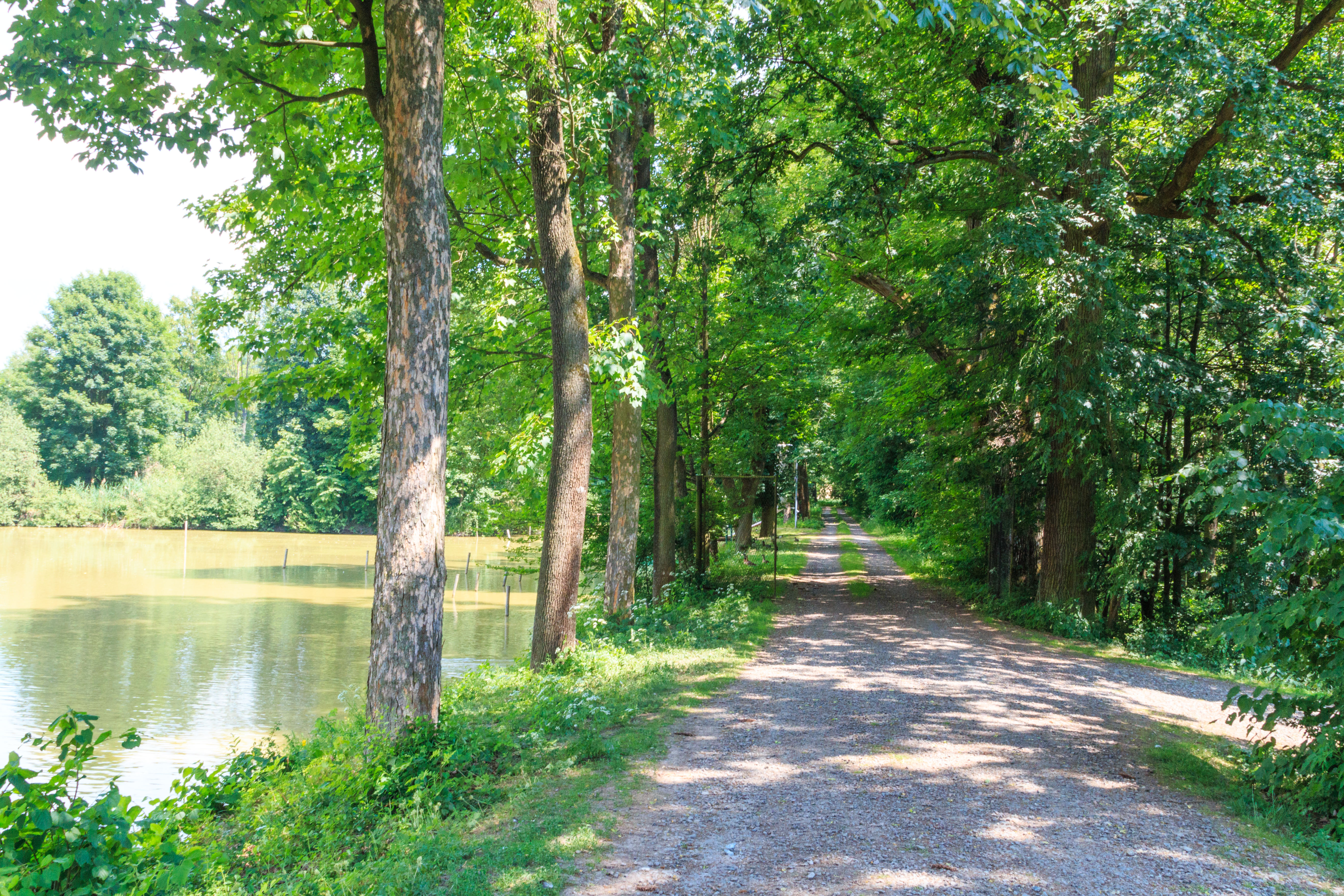
pohled na rybník Necky u Černíkovic
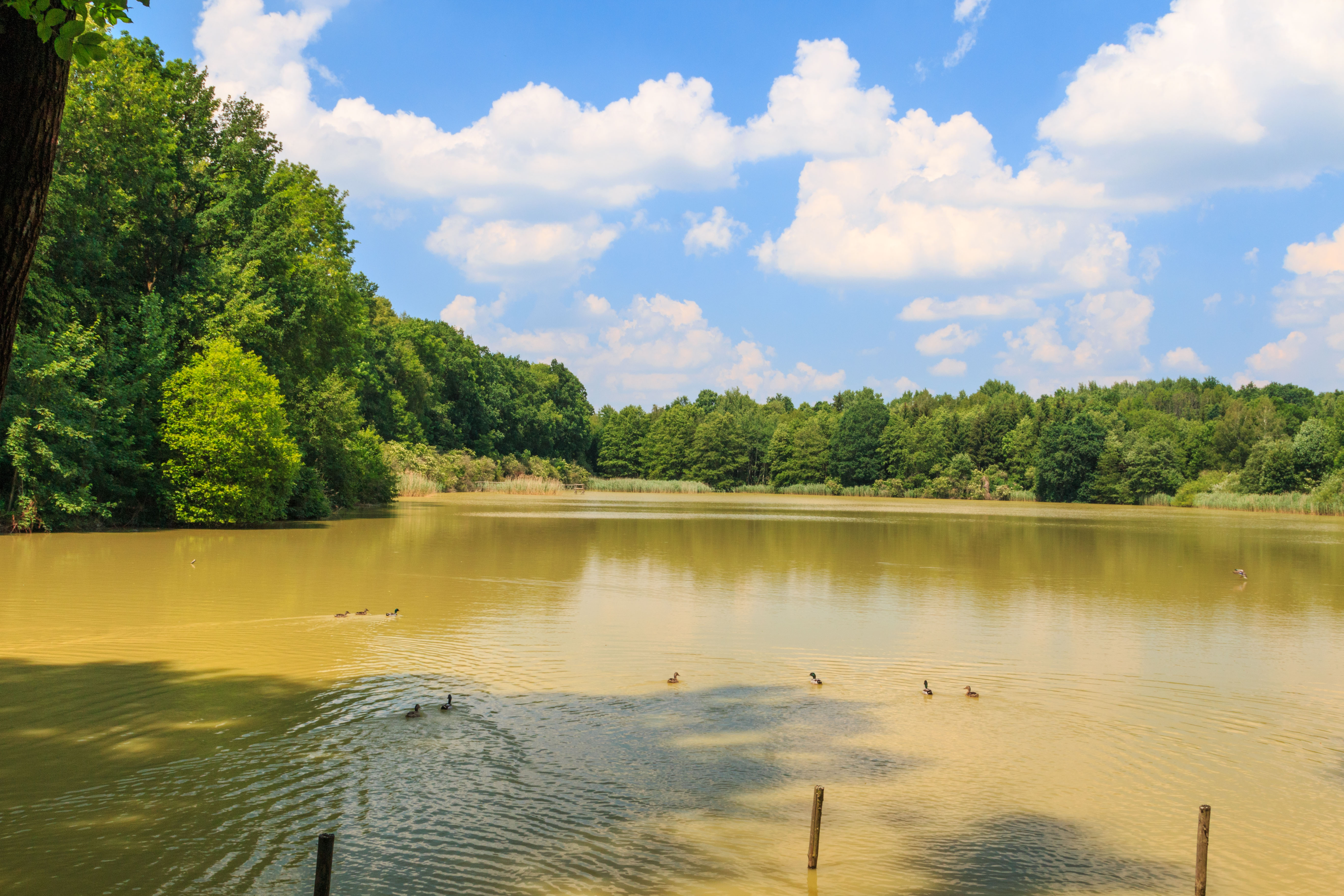
pohled na rybník Necky u Černíkovic
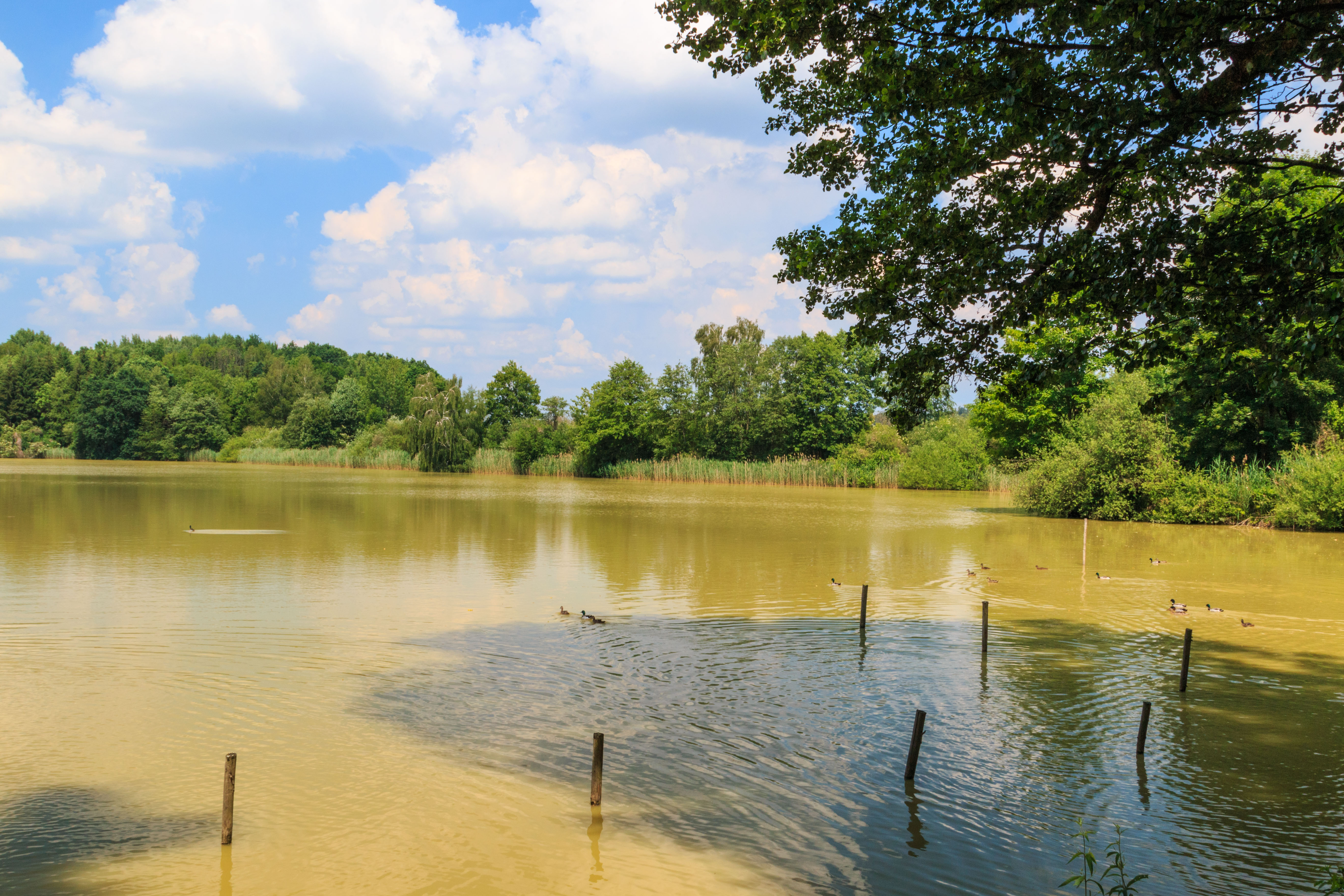
pohled na rybník Necky u Černíkovic
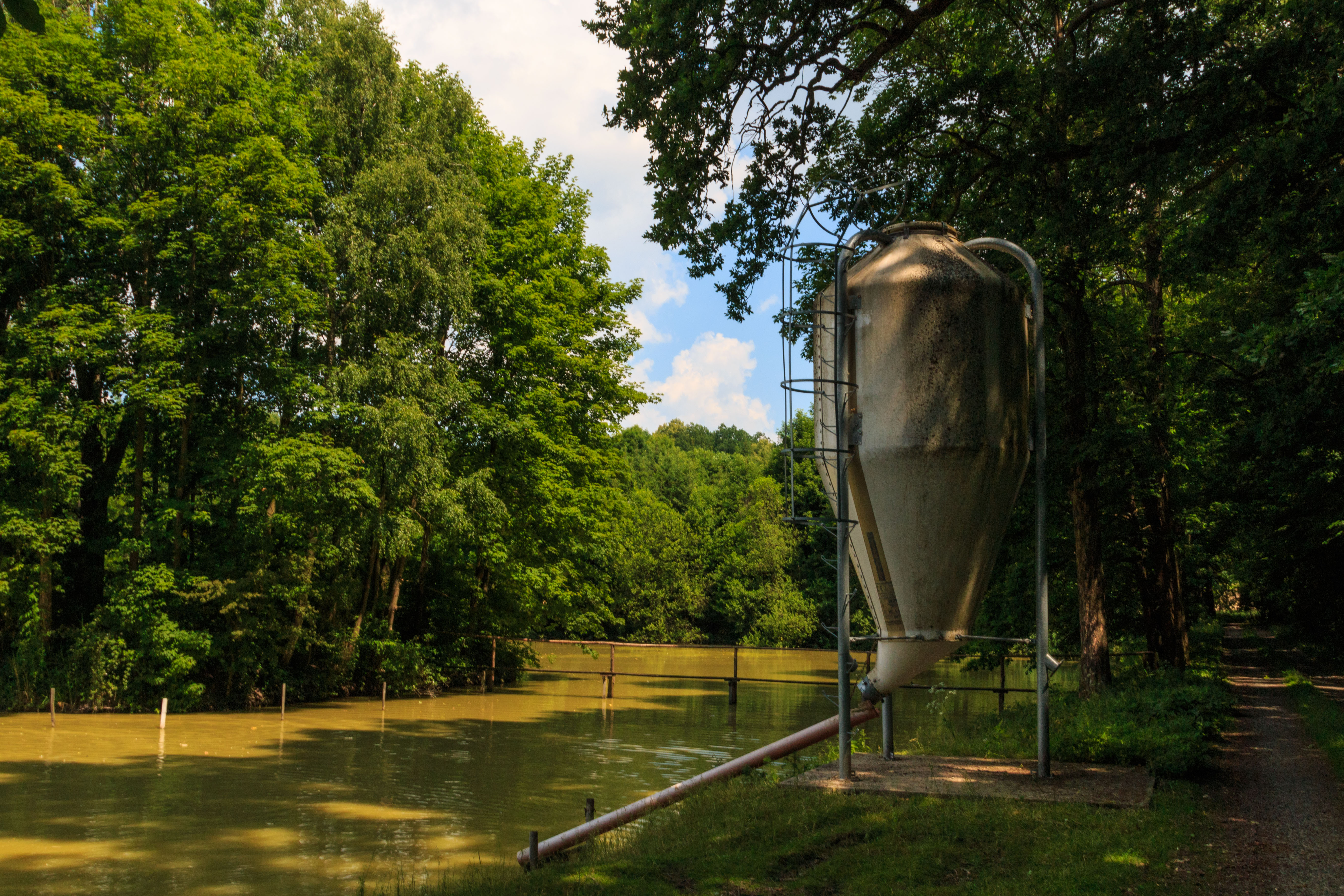
pohled na rybník Necky u Černíkovic